# Sports Walk of Fame
Der Sports Walk of Fame in Magdeburg ist eine Stätte zur Ehrung der Leistungen von Sportlern und seit 2021 auch Trainern mit direktem Bezug zu Magdeburg.

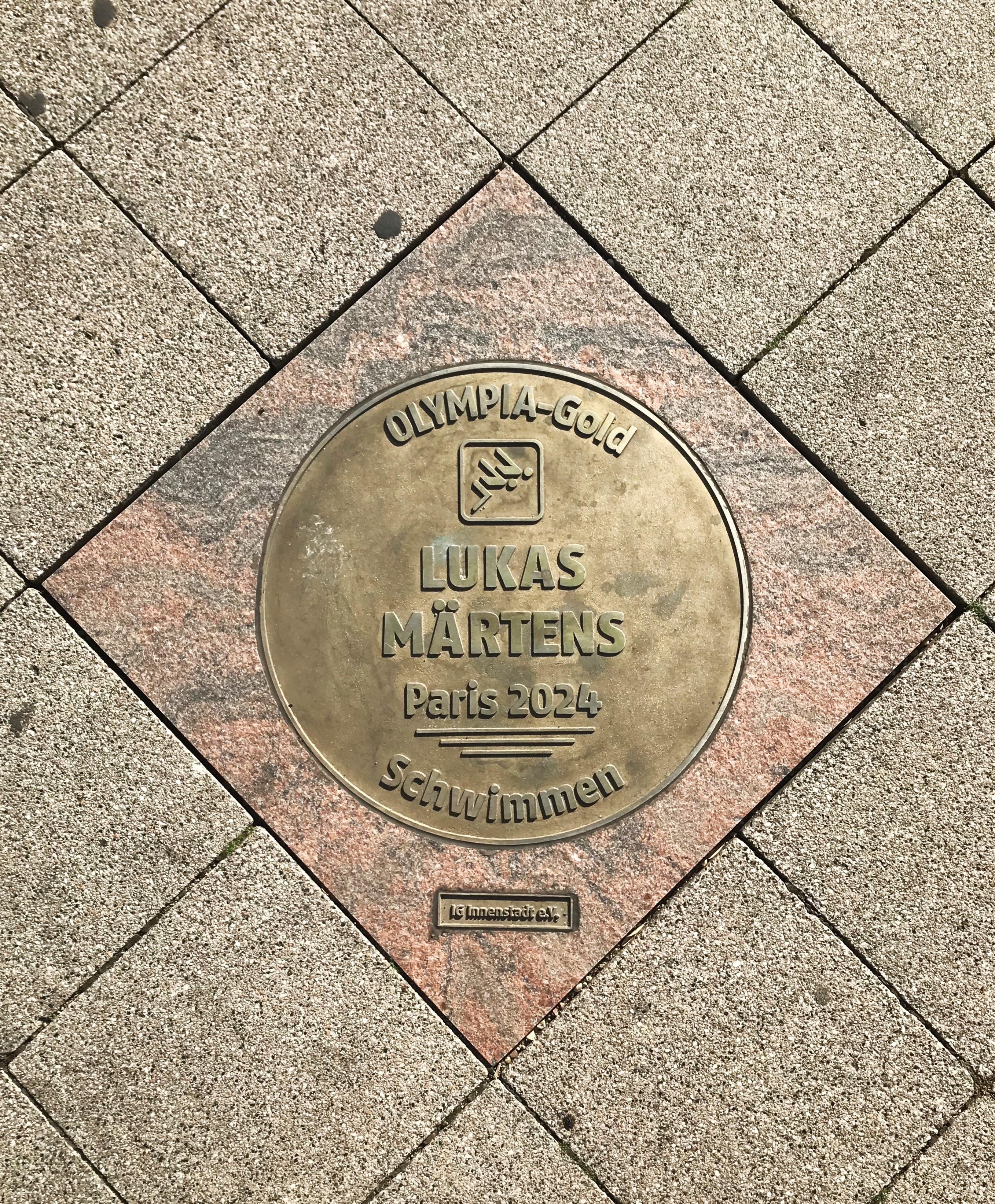
Bronzeplakette für Lukas Märtens in einer Granitplatte auf dem Sports Walk of Fame in Magdeburg, darunter eine Plakette mit dem Sponsorennamen (2024)

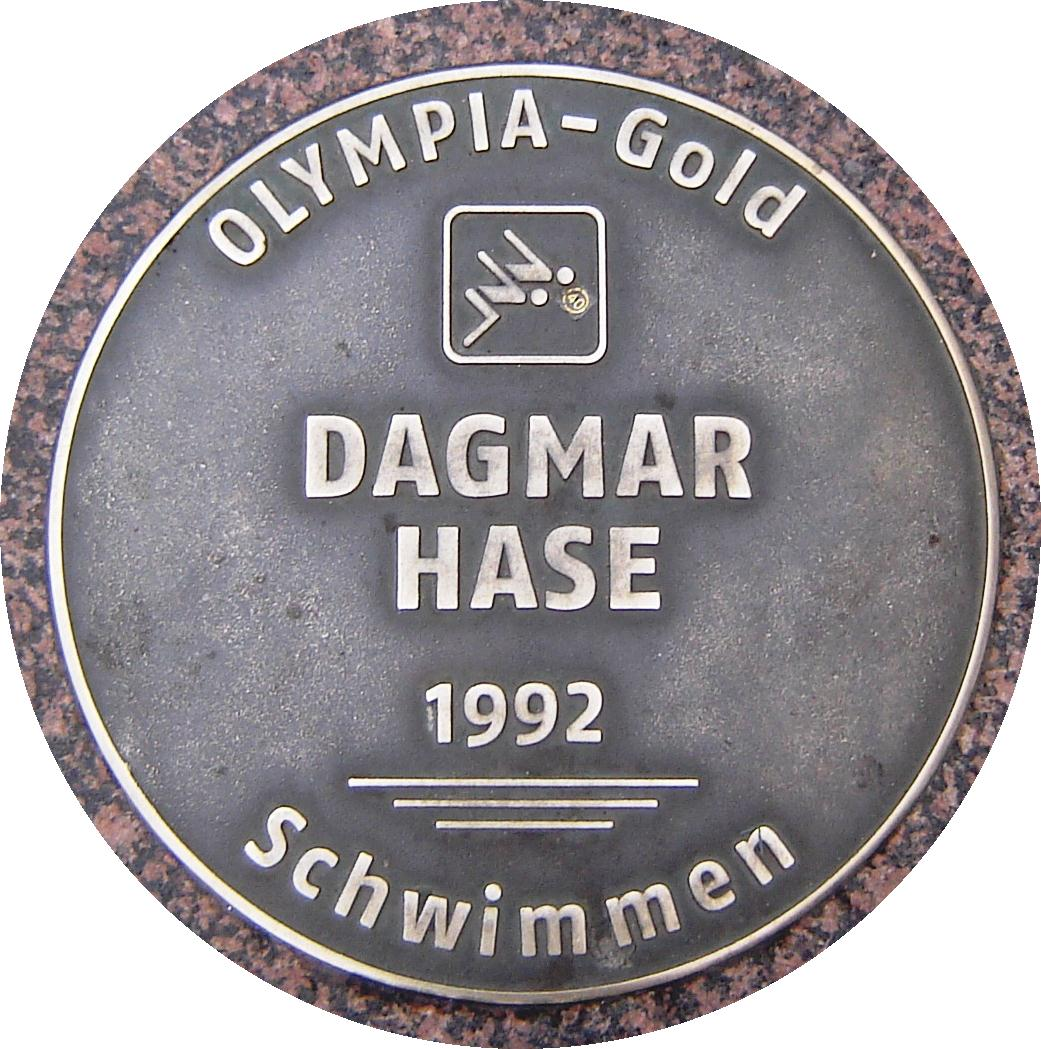
Plakette für Dagmar Hase (2013)

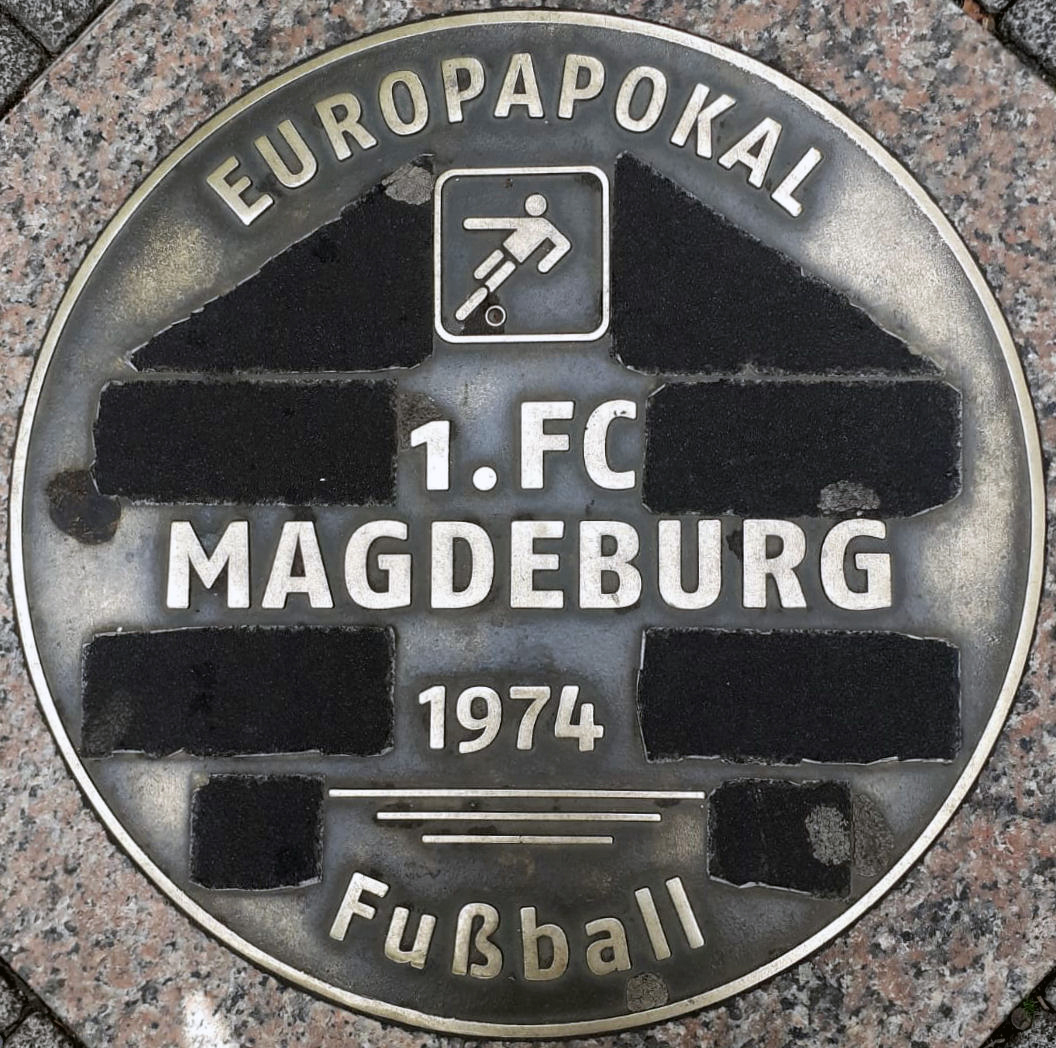
Plakette für den 1. FC Magdeburg (2020)

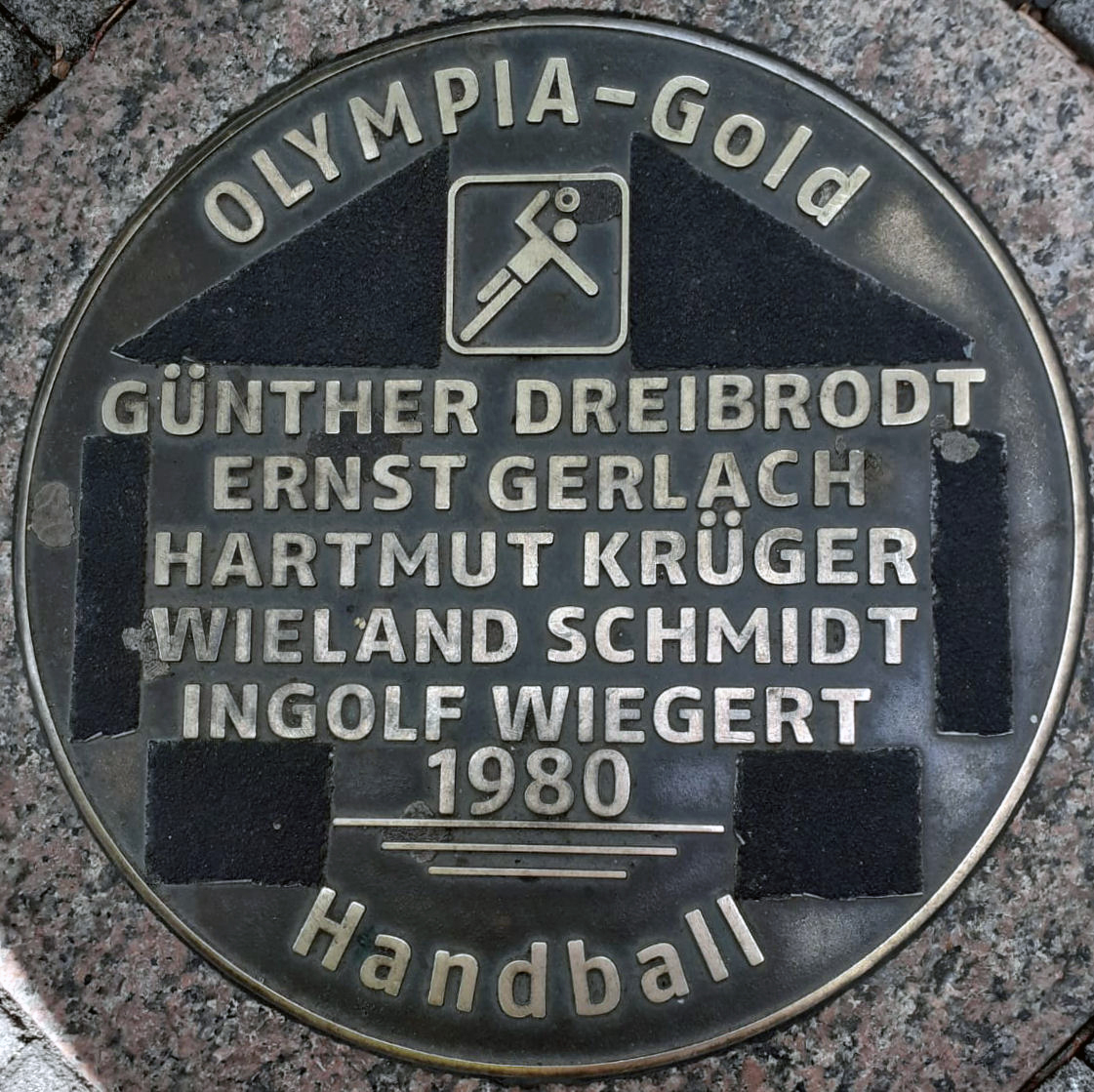
Plakette für die Magdeburger Spieler der DDR-Olympiaauswahl 1980 (2020)

## Hintergrund
Die Sportstadt Magdeburg hat seit 1900 mehr als 100 Sportler hervorgebracht, die bei Olympischen Spielen (über 90 Medaillen), Weltmeisterschaften (über 200) und Europameisterschaften (über 120 Medaillen) insgesamt über 400 Medaillen in ihre Heimatstadt brachten.
Der Sports Walk of Fame wurde 2007 an der Straße Breiter Weg in der Altstadt von Magdeburg angelegt. Im ersten Jahr wurden aus 150 Vorschlägen mit Hilfe der Zeitung Magdeburger Volksstimme zehn Sportler ausgewählt. Die Initiative ging vom  Stadtmarketing „Pro Magdeburg“ e. V. aus. Für Geehrte wird eine Granitplatte mit einer Bronzeplakette mit Angaben zum Geehrten verlegt, auf einer kleineren Bronzeplakette wird der Name des Sponsors aufgeführt.

## Liste der Geehrten
- Bernd Berkhahn, Trainer, Schwimmen, Olympische Sommerspiele 2020[3]
- Arno Bieberstein, Schwimmen, Olympische Sommerspiele 1908
- Antje Buschschulte, Schwimmen, Olympische Sommerspiele 1996, Olympische Sommerspiele 2000, Olympische Sommerspiele 2004
- Günther Dreibrodt, Ernst Gerlach, Hartmut Krüger, Wieland Schmidt, Ingolf Wiegert, Handball, Olympische Sommerspiele 1980
- Bernd Duvigneau, Kanu, Olympische Sommerspiele 1980
- Andrea Eskau, Handbike
- Wolfgang Güldenpfennig, Rudern
- Dagmar Hase, Schwimmen, Olympische Sommerspiele 1992
- Martin Hoffmann, Fußball, Olympische Sommerspiele 1976
- Andreas Ihle, Kanu
- Harald Jährling, Rudern, Olympische Sommerspiele 1976, Olympische Sommerspiele 1980 (Ehrung 2024)[4]
- Stefan Kretzschmar, Handball, Olympische Sommerspiele 2004
- Wolfgang Lakenmacher, Handball, Handball-Weltmeisterschaft der Männer 1970
- Beate Lobenstein-Moros, Schwimmen
- Manuela Lutze, Rudern
- 1. FC Magdeburg, Fußball, Europapokal der Pokalsieger 1973/74
- 2 × SC Magdeburg, Handball, EHF Champions League 2001/02 sowie EHF Champions League der Männer 2022/23 (Ehrung 2023)[5]
- Erich Rademacher, Max Amann, Emil Benecke, Otto Cordes, Joachim Rademacher, Wasserball
- Oskar Schiele, Schwimmen, Olympische Zwischenspiele 1906
- Täve Schur, Radsport, Olympische Sommerspiele 1960
- Jürgen Sparwasser, Fußball, Olympische Sommerspiele 1972
- Georg Spohr, Rudern, Olympische Sommerspiele 1976, Olympische Sommerspiele 1980 (Ehrung 2024)[4]
- Steffen Stiebler, Handball
- Robert Stieglitz, Boxen
- Friedrich-Wilhelm Ulrich, Rudern, Olympische Sommerspiele 1976, Olympische Sommerspiele 1980 (Ehrung 2024)[4]
- Florian Wellbrock, Schwimmen, Tokio 2020[3]
- André Willms, Rudern, Olympische Sommerspiele 1992, Olympische Sommerspiele 1996
- Martin Winter, Rudern
- Mark Zabel, Kanu, Olympische Sommerspiele 1996